# Human After All: Remixes
Albums de Daft Punk
Human After All
(2005) Musique Vol. 1: 1993-2005
(2006)
Human After All: Remixes est un album de remixes du groupe Daft Punk, sorti le 29 mars 2006 uniquement au Japon. Ils contient des remixes des morceaux de leur album studio Human After All.
Cet album est sorti en une édition limitée à 3 000 exemplaires contenant 2 figurines collectors.
Le 17 juin 2014, une nouvelle édition sort au japon, avec 4 titres supplémentaires.
En Août 2014, l'album est finalement disponible dans le monde entier, incluant un remix inédit de Technologic par le Knight Club.

## Liste des morceaux
| 1.    | Robot Rock (Soulwax Remix)                          | Robot Rock                  | 6:31 |
| 2.    | Human After All (SebastiAn Remix)                   | Human After All             | 4:48 |
| 3.    | Technologic (Peaches No Logic Remix)                | Technologic                 | 4:38 |
| 4.    | The Brainwasher (Erol Alkan's Horrorhouse Dub)      | The Prime Time of Your Life | 6:05 |
| 5.    | The Prime Time of Your Life (Para One Remix)        | The Prime Time of Your Life | 3:52 |
| 6.    | Human After All ("Guy-Man After All" Justice Remix) | Human After All             | 4:01 |
| 7.    | Technologic (Digitalism's Highway to Paris Remix)   | The Prime Time of Your Life | 6:01 |
| 8.    | Human After All (Alter Ego Remix)                   | Human After All             | 9:26 |
| 9.    | Technologic (Vitalic Remix)                         | Technologic                 | 5:27 |
| 10.   | Robot Rock (Daft Punk Maximum Overdrive Mix)        | Robot Rock                  | 5:54 |
| 11.   | Human After All (The Juan Mclean Remix)             |                             | 6:41 |
| 12.   | Technologic (Basment Jaxx Kontrol Mixx)             |                             | 5:30 |
| 13.   | Technologic (Liquid Twins Remix)                    |                             | 4:10 |
| 14.   | Human After All (Emperor Machine Version)           |                             | 6:03 |
| 15.   | Technologic (le Knight Club remix)                  |                             | 5:30 |
| 56:43 |                                                     |                             |      |